# JNG-90
JNG-90 je poluautomatska snajperska puška koju je dizajnirala i proizvodi turska industrija oružja MKEK. Snajper nosi nadimak Bora te je trenutno namijenjen izvozu.
Ima podesivi kundak te picatinny šine na koje se može postavljati dodatna oprema.

## Korisnici
- Turska: turske oružane snage.[1]
- Azerbajdžan: zemlji je isporučen nepoznat broj snajpera.[2]